# 小林章 (参議院議員)
小林 章（こばやし あきら、1915年（大正4年）7月10日 – 1999年（平成11年）8月1日）は、日本の昭和期の大蔵官僚、政治家。参議院議員、日本専売公社総務理事。

## 経歴
大阪府大阪市出身。大阪高等学校を卒業。1937年（昭和12年）10月、高等試験行政科試験に合格。1938年（昭和13年）東京帝国大学法学部政治学科を卒業した。同年、大蔵省に入省し主税局属となる。
以後、大阪税関総務部長、松山海運局監理部長、高松財務局経理部長、同関税部長、大蔵省管理局財務第二課長などを歴任した。
日本専売公社に移り、塩業課長、主計課長、仙台地方局長、本社綜合企画室長、塩脳部長、臨時塩業整備本部長、経理部長、企画部長、総務理事を歴任し、1964年（昭和39年）に退任した。
1965年（昭和40年）7月の第7回参議院議員通常選挙に全国区から自由民主党公認で出馬して当選。選挙に際して専売公社職員らの支援を受けたが、選挙後に本社企画課長、地方の支局長などの幹部ら40数名に及ぶ職員が公職選挙法違反（公務員の地位利用）で逮捕、起訴されている。小林は同年8月、片頭痛と慢性胃炎の持病が悪化を理由に日本専売公社東京病院（現:国際医療福祉大学三田病院）に入院、面会謝絶となった。
議員在任中に参議院専売特別委員会副委員長などを務めた。その後、第9回通常選挙に立候補したが落選し、参議院議員に1期在任した。
その他、全国たばこ販売政治連盟顧問、塩業組合中央会顧問、塩元売協同組合顧問、全日本塩販売協会顧問、日本倉庫協会顧問、日本司法書士政治連盟大阪会顧問、自民党大阪府支部連顧問などを務めた。

## 著作
- 『お塩の増減産こぼれ話』小林章、1992年。